# San Gallo (San Giovanni Bianco)
San Gallo [saŋˈɡalːo] (San Gal [saŋˈɡal] in dialetto bergamasco) è una frazione del comune bergamasco di San Giovanni Bianco posta in altura rispetto al centro abitato.

## Storia
La località è un piccolo villaggio agricolo di antica origine, da sempre costituito in comune e parrocchia.
Il paese divenne frazione di San Giovanni Bianco su ordine di Napoleone, ma gli austriaci annullarono la decisione al loro arrivo nel 1815 con il Regno Lombardo-Veneto.
Dopo l'unità d'Italia il paese crebbe da mille a duemila abitanti. Fu il fascismo a decidere la soppressione del comune unendolo a San Giovanni Bianco, tranne una frazione che passò a San Pellegrino Terme.

## Località
La frazione è situata a mezza costa sul versante sinistro della valle, da cui si gode di ottima visuale sulle zone circostanti, nonché su San Giovanni Bianco. Due sono gli edifici sacri degni di nota: la chiesa parrocchiale di santa Maria Assunta, con al proprio interno il polittico raffigurante la Madonna, opera di Leonardo Boldrini e la chiesetta della Trinità in posizione defilata, sulla strada che reca al vicino comune di Dossena.
Poco distante è presente il santuario Madonna della Costa, edificato in stile barocco a causa di numerose apparizioni della Madonna in quel luogo. 
Le cascine contadine presenti nella frazione e risalenti alla fine del XIX-inizi del XX secolo sono situate nella "valle delle Foppe", posta ad una minore altitudine del capoluogo comunale, che in origine era raggiungibile solo a piedi.
La valle, esposta a sud, godeva di un clima favorevole all'agricoltura e all'allevamento e fu scelta per questo come dimora da alcune famiglie contadine, tra le quali i Gervasoni-Avogadro.
Nei boschi si trovano ancora le tracce delle "piazze di carbone", tracce del lavoro dei carbonai. Numerose mulattiere conducevano verso il fondo valle e fino alla città.